# Alan Smith
Alan Smith (sinh ngày 28 tháng 10 năm 1980) là một cầu thủ bóng đá người Anh. Đội bóng cuối cùng Alan Smith chơi bóng là Notts County.

## Tóm tắt cá nhân
- Tên đầy đủ: Alan Smith.
- Nickname: Smithy.
- Nơi sinh: Rothwell, thành phố Leed United.
- Gia đình: bố tên Paul và mẹ tên Lynne, anh trai Gavin.
- Vị trí: tiền đạo và tiền vệ trụ.
- Chiều cao: 1,79 m.
- Cân nặng: 69 kg.
- Ngôi trường đã học: Rothwell Victoria và Roddilian High.
- Đội bóng địa phương đã chơi: Rothwell Juniors.
- Môn thể thao yêu thích ngoài bóng đá: đua môtô.
- Thần tượng: David Batty.
- Đội bóng yêu thích: Manchester United F.C và Leeds United.
- Thần tượng bóng đá: gattuso.
- Màu yêu thích: xanh nước biển.
- Món ăn yêu thích:pasta và gà.
- Thức uống yêu thích: trà.
- Ca sĩ yêu thích: Eminem.
- Bộ phim yêu thích: Waterworld và Gladiator.
- Điểm du lịch yêu thích: Florida (đặc biệt là Orlando).

## Sự nghiệp cầu thủ
Smith ký hợp đồng chuyên nghiệp đầu tiên với Leeds United ngày 1 tháng 10 năm 1997. Cũng năm đó, anh góp mặt trong thành phần thi đấu ở đội một (số áo 39 rồi 17) và ghi bàn thắng đầu tiên vào lưới Liverpool năm 1998. Năm 1999, Smith gia hạn hợp đồng với sân Elland Road và ở lại đây thêm một năm nữa. Và khi Leeds xuống hạng mùa bóng 2003-2004, Smith quyết định chuyển tới Manchester United (số áo 14) theo bản hợp đồng 5 năm, tổng trị giá hợp đồng 7 triệu bảng Anh, mức lương 3,4 triệu bảng/năm (ký ngày 27 tháng 5 năm 2004). Tại đây, anh đã có những đóng góp cho đội bóng từ vị trí tiền đạo và tiền vệ trụ, giành được sự tin tưởng của Sir Alex Ferguson cũng như sự hâm mộ của đông đảo cổ động viên.
Smith bắt đầu sự nghiệp tại câu lạc bộ quê hương anh Leeds United. Anh đã định hướng làm tất cả những gì có thể để quyết tâm đạt được thành công trong cuộc đời cầu thủ. Smith ghi bàn thắng ngay trong trận ra mắt trước Liverpool ngay trên sân Anfield - lúc đó anh mới 18 tuổi. Một sự khởi đầu tuyệt vời cho sự nghiệp cầu thủ của Smith.
Hai bàn thắng đầu tiên Smith ghi cho Manchester United là hai bàn thắng tuyệt đẹp và nó khởi đầu hứa hẹn cho sự nghiệp của Smith tại đội bóng chủ sân Old Trafford - Một pha dứt điểm mạnh mẽ trong trận tranh Community Shield trước Arsenal và một pha volley siêu đẳng trong trận đấu gặp Norwich tại Premiership - tất cả những điều đó giúp anh giành được niềm tin của các cổ động viên của "quỷ đỏ" và anh bắt đầu trở thành một thần tượng của họ bằng việc ghi được 10 bàn trong mùa bóng đầu tiên tại Old Trafford. Sự quyết tâm cao độ mà anh đã thể hiện đã khiến ngài Alex Ferguson ngưỡng mộ và coi anh như một Roy Keane mới, một Bryan Robson hay rất nhiều huyền thoại khác của sân Old Trafford. Ở năm cuối anh chơi cho đội chủ sân Old Trafford, Alex Ferguson đã sắp xếp anh chơi vị trí tiền vệ phòng ngự và anh có khả năng tắc bóng rất tốt nhưng ông không hài lòng và đã bán anh đi vào năm 2007. Ở cấp độ đội tuyển Smith có trận đấu ra mắt đội tuyển Anh vào ngày 25 tháng 10 năm 2001 trong trận thắng 4-0 trước Mexico. Bàn thắng đầu tiên của Smith cho đội tuyển Anh là trong trận hòa 1-1 trước đội tuyển Bồ Đào Nha vào tháng 9 năm 2002.

## Một số dấu ấn đáng nhớ
- Năm 1980: sinh ra tại Rothwell, Leeds ngày 28/10.
- Năm 1990: gia nhập đội trẻ Leeds United từ đội năng khiếu của trường khi mới 10 tuổi và được gọi vào đội U16 nước Anh.
- Năm 1997: ghi 2 bàn giúp Leeds United đánh bại Southampton tại giải trẻ nước Anh.
- Năm 1997: Ký hợp đồng chuyên nghiệp với Leeds United vào ngày 1/10.
- Năm 1998: Ghi bàn thắng ngay trong trận ra mắt Leeds United trên sân Anfield vào ngày 14/11.
- Năm 1999: Ký một hợp đồng 5 năm với Leeds United.
- Năm 1999: Ghi bàn đầu tiên cho đội U21 Anh trên sân Valley Parade trong trận gặp Đan Mạch vào ngày 8/10.
- Năm 2000: Mở đầu tại Premiership bằng 5 bàn thắng trong 4 trận đấu. Với phong độ ấn tượng đó Smith được gọi vào đội tuyển Anh tham dự trận đấu giao hữu với Pháp.
- Năm 2001: Có một mùa giải rất thành công với Leeds United tại UEFA Champion League, ghi những bàn thắng sống còn trong các trận đấu với Lazio và Anderlecht.
- Năm 2001: Ký một hợp đồng dài hạn 5 năm với Leeds United.
- Năm 2001: Chơi tròn 90 phút trong trận đấu ra mắt đội tuyển Anh gặp Mexico trên sân Pride vào ngày 25/10.
- Năm 2002: Nhận danh hiệu cầu thủ trẻ xuất sắc nhất trong năm của Leeds United.
- Năm 2002: Ghi bàn thắng đầu tiên cho đội tuyển Anh trong trận giao hữu với Bồ Đào Nha trên sân Villa Park vào ngày 7/9.
- Năm 2002: Chơi trận đấu ở giải đấu chính thức đầu tiên cho đội tuyển Anh trong trận gặp Macedonia trên sân vận động Saint Mary vào ngày 16/10, tuy nhiên trận đấu này Smith đã bị đuổi khỏi sân.
- Năm 2002: Ghi 4 bàn thắng và là hattrick đầu tiên cho Leeds United trong trận đấu tiếp Hapoel Tel Aviv trong khuôn khổ cúp UEFA vào ngày 14/11.
- Năm 2003: Ghi bàn thắng cho Leeds United ngay trong trận đấu khởi đầu mùa giải trước Newcastle trên sân nhà.

## Thống kê sự nghiệp

### Câu lạc bộ
Tính đến ngày 15 tháng 3 năm 2014.
| Câu lạc bộ                | Câu lạc bộ          | Câu lạc bộ          | Giải đấu | Giải đấu | Cúp quốc gia | Cúp quốc gia | Cúp liên đoàn | Cúp liên đoàn | Châu Âu | Châu Âu | Khác | Khác | Tổng cộng | Tổng cộng |
| Câu lạc bộ                | Mùa giải            | Hạng                | Trận     | Bàn      | Trận         | Bàn          | Trận          | Bàn           | Trận    | Bàn     | Trận | Bàn  | Trận      | Bàn       |
| ------------------------- | ------------------- | ------------------- | -------- | -------- | ------------ | ------------ | ------------- | ------------- | ------- | ------- | ---- | ---- | --------- | --------- |
| Leeds United              | 1998–99             | Premier League      | 22       | 7        | 4            | 2            | 0             | 0             | 0       | 0       | –    | –    | 26        | 9         |
| Leeds United              | 1999–2000           | Premier League      | 26       | 4        | 3            | 1            | 1             | 0             | 8       | 1       | –    | –    | 38        | 6         |
| Leeds United              | 2000–01             | Premier League      | 33       | 11       | 2            | 0            | 1             | 0             | 16      | 7       | –    | –    | 52        | 18        |
| Leeds United              | 2001–02             | Premier League      | 23       | 4        | 1            | 0            | 2             | 0             | 5       | 1       | –    | –    | 30        | 5         |
| Leeds United              | 2002–03             | Premier League      | 33       | 3        | 4            | 1            | 0             | 0             | 6       | 5       | –    | –    | 43        | 9         |
| Leeds United              | 2003–04             | Premier League      | 35       | 9        | 1            | 0            | 2             | 0             | –       | –       | –    | –    | 37        | 9         |
| Leeds United              | Tổng cộng           | Tổng cộng           | 172      | 38       | 15           | 4            | 6             | 0             | 35      | 14      | –    | –    | 228       | 56        |
| Manchester United         | 2004–05             | Premier League      | 31       | 6        | 3            | 0            | 2             | 1             | 5       | 2       | 1    | 1    | 42        | 10        |
| Manchester United         | 2005–06             | Premier League      | 21       | 1        | 2            | 0            | 2             | 0             | 8       | 0       | –    | –    | 33        | 1         |
| Manchester United         | 2006–07             | Premier League      | 9        | 0        | 3            | 0            | 2             | 0             | 4       | 1       | –    | –    | 18        | 1         |
| Manchester United         | Tổng cộng           | Tổng cộng           | 61       | 7        | 8            | 0            | 6             | 1             | 17      | 3       | 1    | 1    | 93        | 12        |
| Newcastle United          | 2007–08             | Premier League      | 33       | 0        | 2            | 0            | 2             | 0             | –       | –       | –    | –    | 37        | 0         |
| Newcastle United          | 2008–09             | Premier League      | 6        | 0        | –            | –            | –             | –             | –       | –       | –    | –    | 6         | 0         |
| Newcastle United          | 2009–10             | Championship        | 32       | 0        | 2            | 0            | 1             | 0             | –       | –       | –    | –    | 35        | 0         |
| Newcastle United          | 2010–11             | Premier League      | 11       | 0        | 1            | 0            | 2             | 0             | –       | –       | –    | –    | 14        | 0         |
| Newcastle United          | 2011–12             | Premier League      | 2        | 0        | 0            | 0            | 0             | 0             | –       | –       | –    | –    | 2         | 0         |
| Newcastle United          | Tổng cộng           | Tổng cộng           | 84       | 0        | 5            | 0            | 5             | 0             | –       | –       | –    | –    | 94        | 0         |
| Milton Keynes Dons (mượn) | 2011–12             | League One          | 16       | 1        | 0            | 0            | 0             | 0             | –       | –       | 2    | 1    | 18        | 2         |
| Milton Keynes Dons        | 2012–13             | League One          | 27       | 1        | 6            | 0            | 2             | 0             | –       | –       | –    | –    | 35        | 1         |
| Milton Keynes Dons        | 2013–14             | League One          | 15       | 0        | 2            | 10           | 1             | 0             | –       | –       | –    | –    | 18        | 0         |
| Milton Keynes Dons        | Tổng cộng           | Tổng cộng           | 58       | 2        | 8            | 0            | 3             | 0             | –       | –       | 2    | 1    | 71        | 3         |
| Notts County              | 2014–15             | League One          | 23       | 0        | 4            | 0            | 0             | 0             | –       | –       | –    | –    | 27        | 0         |
| Notts County              | Tổng cộng           | Tổng cộng           | 23       | 0        | 4            | 0            | 0             | 0             | –       | –       | 0    | 0    | 27        | 0         |
| Tổng cộng sự nghiệp       | Tổng cộng sự nghiệp | Tổng cộng sự nghiệp | 398      | 125      | 40           | 4            | 20            | 1             | 52      | 17      | 3    | 2    | 486       | 71        |